# Willard Saulsbury Jr.

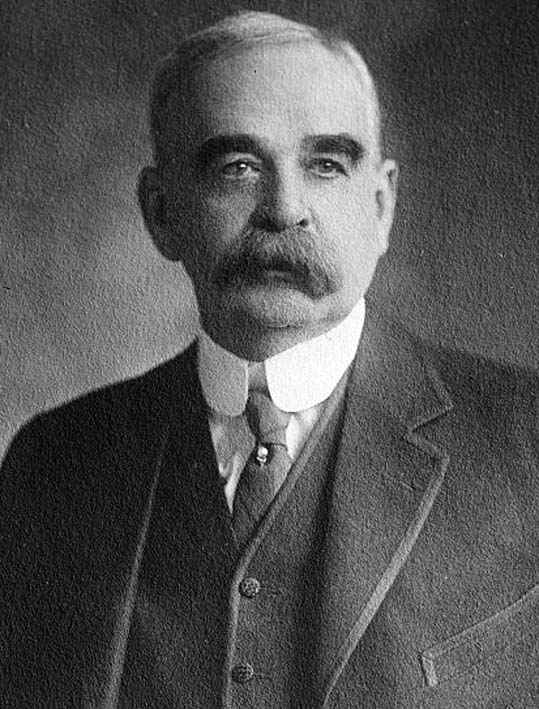
Willard Saulsbury, Jr.

Willard Saulsbury, Jr., född 17 april 1861 i Georgetown, Delaware, död 20 februari 1927 i Wilmington, Delaware, var en amerikansk demokratisk politiker. Han representerade delstaten Delaware i USA:s senat 1913-1919.
Fadern Willard Saulsbury var senator för Delaware 1859-1871 och farbrodern Eli M. Saulsbury innehade samma ämbete 1871-1889. En annan farbror, Gove Saulsbury, var guvernör i Delaware 1865-1871.
Willard Saulsbury, Jr. studerade vid University of Virginia. Han inledde 1882 sin karriär som advokat i Wilmington. Han kandiderade sex gånger utan framgång till USA:s senat. Till sist blev han 1913 invald i senaten, sista gången som valet av senator för Delaware förrattades i delstatens lagstiftande församling. Han ställde upp för omval i ett folkval men besegrades av republikanen L. Heisler Ball med 51% av rösterna mot 48% för Saulsbury.
Saulsbury avled i Wilmington och gravsattes på Christ Episcopal Churchyard i Dover.